# Џеки Лејн
Џеки Лејн (енгл. Jackie Lane; Манчестер, 10. јул 1941 — Вестминстер, 23. јун 2021) била је британска глумица. Лејнова је најпознатија по улози Додо Шапле у научно-фантастичној серији Доктор Ху.